# Suzy Delair
Suzy Delair, született Suzanne Pierrette Delaire (Párizs, 1917. december 31. – 2020. március 15.) francia színésznő, énekesnő.

## Filmjei
Mozifilmek
- Un caprice de la Pompadour (1931)
- Violettes impériales (1932)
- La Dame de chez Maxim's (1933)
- Touchons du bois (1933)
- Professeur Cupidon (1933)
- Poliche (1934)
- Nincs semmi baj (La crise est finie) (1934)
- Dédé (1934)
- L'Or dans la rue (1934)
- Ferdinand le noceur (1935)
- Prends la route! (1936)
- Trois, six, neuf (1937)
- Le Dernier des six (1941)
- A gyilkos a 21-ben lakik (L'assassin habite au 21) (1942)
- Défense d'aimer (1942)
- La Vie de bohème (1945)
- Tökéletes alibi (Copie conforme) (1947)
- Bűnös vagy áldozat? (Quai des Orfèvres) (1947)
- Par la fenêtre (1948)
- Pattes blanches (1949)
- Botta e risposta (1950)
- Lady Paname (1950)
- Elveszett emlékek (Souvenirs perdus) (1950)
- Utópia (Atoll K) (1951)
- Le Fil à la patte (1954)
- Bocsáss meg, drágám! (Le Couturier de ces dames) (1956)
- Patkányfogó (Gervaise) (1956)
- Les Régates de San Francisco (1960)
- Rocco és fivérei (Rocco e i suoi fratelli) (1960)
- Du mouron pour les petits oiseaux (1963)
- Párizs ég? (Paris brûle-t-il?)(1966)
- Jákob rabbi kalandjai (Les Aventures de Rabbi Jacob) (1973)
- Oublie-moi, Mandoline (1976)

Tv-filmek
- Le manège des amoureux (1965)
- Adieux de Tabarin (1966)
- L'Argent par les fenêtres (1972)
- L'Âge vermeil (1984)

Tv-sorozatok
- Les Créatures du bon Dieu (1967, egy epizódban)
- Au théâtre ce soir (1974, egy epizódban)
- Le Mythomane (1981, hat epizódban)
- Traquenards (1987, egy epizódban)